# Сапальяр
Сапальяр (исп. Zapallar) — посёлок в Чили. Административный центр одноимённой коммуны. Население посёлка — 2669 человек (2002). Посёлок и коммуна входит в состав провинции Петорка и области Вальпараисо .
Территория — 288 км². Численность населения — 7339 жителей (2017). Плотность населения — 25,5 чел./км².

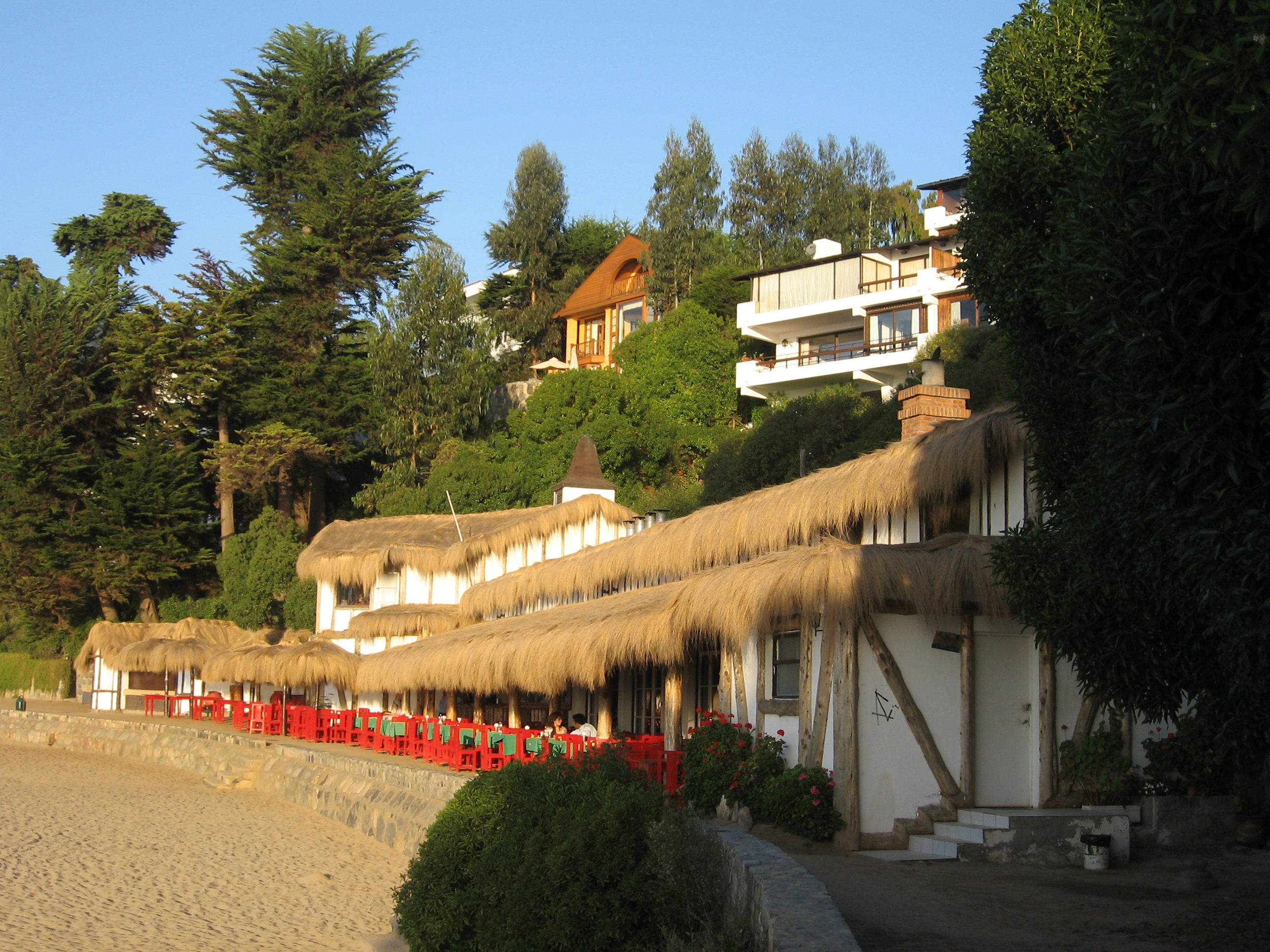
Пляж Сапальяр

## Расположение
Посёлок расположен в 57 км на север от административного центра области города Вальпараисо.
Коммуна граничит:
- на севере — c коммуной Папудо
- на северо-востоке — c коммуной Ла-Лигуа
- на юго-востоке — c коммуной Ногалес
- на юго-западе — c коммуной Пучункави
- на западе — Тихий океан

## Демография
Согласно сведениям, собранным в ходе переписи 2017 г. Национальным институтом статистики (INE), население коммуны составляет:
| Полное население                          | Полное население                          | Полное население                          | Полное население                          | Полное население                          | 7 339 |
| ----------------------------------------- | ----------------------------------------- | ----------------------------------------- | ----------------------------------------- | ----------------------------------------- | ----- |
| в том числе:                              | Городское население                       | 5 013                                     | Процент городского населения, %           | 68,31                                     |       |
|                                           | Сельское население                        | 2 326                                     | Процент сельского населения, %            | 31,69                                     |       |
|                                           | Мужское население                         | 3 704                                     | Процент мужского населения, %             | 50,47                                     |       |
|                                           | Женское население                         | 3 635                                     | Процент женского населения, %             | 49,53                                     |       |
| Плотность населения, чел/км²              | Плотность населения, чел/км²              | Плотность населения, чел/км²              | Плотность населения, чел/км²              | Плотность населения, чел/км²              | 25,5  |
| Население коммуны в % к населению области | Население коммуны в % к населению области | Население коммуны в % к населению области | Население коммуны в % к населению области | Население коммуны в % к населению области | 0,40  |

| Динамика изменения населения коммуны | Динамика изменения населения коммуны | Динамика изменения населения коммуны | Динамика изменения населения коммуны |
| ------------------------------------ | ------------------------------------ | ------------------------------------ | ------------------------------------ |
| 1992                                 | 2002                                 | 2012                                 | 2017                                 |
| 4554                                 | 5659▲                                | 6726▲                                | 7339▲                                |

## Важнейшие населенные пункты[4]
| № | Населённый пункт      | Населённый пункт (исп.) | Категория | Население чел. (2002) | На карте                        |
| - | --------------------- | ----------------------- | --------- | --------------------- | ------------------------------- |
| 1 | Катапилько            | Catapilco               | поселок   | 1786                  | 32°33′57″ ю. ш. 71°16′32″ з. д. |
| 2 | Сапальяр              | Zapallar                | поселок   | 1626                  | 32°33′16″ ю. ш. 71°27′22″ з. д. |
| 3 | Качагуа               | Cachagua                | поселок   | 1216                  | 32°34′59″ ю. ш. 71°26′41″ з. д. |
| 4 | Ла-Лагуна-де-Сапальяр | La Laguna de Zapallar   | поселок   | 289                   | 32°37′46″ ю. ш. 71°25′35″ з. д. |
| 5 | Эль-Бланкильо         | El Blanquillo           | поселок   | 187                   | 32°34′10″ ю. ш. 71°15′19″ з. д. |
| 6 | Побласьон-Эстадио     | Población Estadio       | поселок   | 136                   | 32°37′42″ ю. ш. 71°24′48″ з. д. |